# Verbascose
Le verbascose est un α-galactoside, composé chimique de la série  des oligosaccharides du raffinose, qui comprend également le stachyose et l'ajugose. Cette molécule est présente, notamment, chez certaines plantes de la famille des Fabaceae, comme le soja. Elle est responsable, comme les autres membres de cette série de phénomène de flatulence chez l'homme du fait de l'absence dans l'intestin d'une enzyme, l' α-D-Galactosidase.
La présence du verbascose est due à des facteurs génétiques, tandis que d'autres α-galactosides, comme le raffinose et le stachyose, sont influencés principalement par l'environnement.
Le verbascose a été isolé en premier en 1954 des racines du bouillon-blanc (Verbascum thapsiforme).